# Коле Чедро (Фрозиноне)
Коле Чедро је насеље у Италији у округу Фрозиноне, региону Лацио.
Према процени из 2011. у насељу је живело 220 становника. Насеље се налази на надморској висини од 82 м.